# لوري غلازير
لوري غلازير هي متزلجة كندية، ولدت في 19 سبتمبر 1971 في أوشاوا في كندا.

## وصلات خارجية
- لوري غلازير على موقع الاتحاد الدولي للتزلج (ركوب لوح الثلج) (الإنجليزية)
- لوري غلازير على موقع أوليمبيديا (الإنجليزية)